# Игра престолов (6-й сезон)
Шестой сезон фэнтезийного драматического сериала «Игра престолов», премьера которого состоялась на канале HBO 24 апреля 2016 года, а заключительная серия вышла 26 июня 2016 года, состоит из 10 эпизодов и является первым сезоном, основанным на черновиках и опередившим книжный цикл Джорджа Р. Р. Мартина «Песнь Льда и Огня». Сезон, в основном, повествует о событиях, отсутствующих в опубликованных романах, и экранизирует черновой вариант первой половины книги «Ветра зимы», написанный до написания сценариев к данному сезону. Помимо уже опубликованных на сайте Джорджа Мартина глав книги «Ветра зимы», сезон использует не задействованные ранее главы из книг «Пир стервятников» и «Танец с драконами».

## Сюжет
За Стеной Бран Старк тренируется с Трёхглазым Вороном, но привлекает внимание Короля Ночи, который посылает Белых Ходоков. Брана и Миру спасает Бенджен Старк. В очередном видении Брану открывается, что Джон Сноу — не бастард Неда Старка, а сын Лианны Старк и Рейегара Таргариена.
Возле Дотракийского моря Дейенерис Таргариен взята в плен и узнаёт о незавидной судьбе вдов павших кхалов. Дейенерис сжигает Вэйс Дотрак вместе с собравшимися на совет кхалами и встаёт во главе орды дотракийцев.
В Королевской Гавани Джейме Ланнистер возвращается к Серсее с телом их дочери Мирцеллы. Они совместно пытаются преодолеть растущее влияние Святого Воинства и Его Воробейшества, но терпят фиаско.
Тирион в компании Вариса, Серого Червя и Миссандеи стремится поддерживать порядок и управлять Миэрином с помощью «политики в стиле Вестероса». Им по-прежнему противостоит террористическое общество «Сынов Гарпии», поддержанное рабовладельцами Волантиса, Астапора и Юнкая, которые в конце концов, нарушив обещания, неожиданно нападают на Миэрин с моря.
В Браавосе наказанная слепотой и изгнанная из Чёрно-Белого дома Арья побирается на улицах, подвергаясь побоям и унижениям со стороны Бродяжки. Прощённая Якеном, она получает от него новое задание, которое ставит её перед труднейшим выбором.
В Винтерфелле Рамси Болтон отправляет вооружённую погоню за спрыгнувшими со стены замка, но выжившими Сансой Старк и Теоном Грейджоем. Им удаётся спастись благодаря случайно оказавшейся в лесу Бриенне Тарт, победившей преследователей в тяжёлой схватке, а затем принёсшей Сансе клятву верности.
Собрав немногочисленное войско одичалых и присоединившихся к ним немногих союзников, Джон, Санса, сир Давос и Тормунд выдвигаются к Винтерфеллу и, вступив в сражение с армией Рамси, ценой немалых жертв одерживают победу.

## Эпизоды
| № общий | № в сезоне | Название                                       | Режиссёр        | Автор сценария              | Дата премьеры  | Зрители в США (млн) |
| --- | ---------- | ---------------------------------------------- | --------------- | --------------------------- | -------------- | ------------------- |
| 51 | 1          | «Красная женщина» «The Red Woman»              | Джереми Подесва | Дэвид Бениофф и Д. Б. Уайсс | 24 апреля 2016 | 7,94                |
| Джон Сноу мёртв, а Ночной Дозор разделён на два лагеря. Сир Давос обнаруживает тело Джона и вместе с немногими единомышленниками отказывается присоединиться к Алиссеру Торне, забаррикадировавшись в трапезной. Торне даёт им время до заката, они же надеются на Мелисандру, отправив Скорбного Эдда за помощью к Одичалым. Санса и Теон пытаются спастись в лесу от погони, посланной Рамси. Всадники с гончими настигают их, но внезапно на выручку к ним приходит Бриенна Тарт, перебившая с помощью Подрика людей Болтонов и принёсшая Сансе клятву верности. Джейме прибывает в Королевскую Гавань с телом Мирцеллы. В Дорне Эллария Сэнд и её Песчаные Змейки вероломно убивают принца Дорана Мартелла и его сына Тристана. Схваченную в горах Дейенерис приводят к кхалу Моро, который решает отвезти её в Вэйс Дотрак, где овдовевшие кхалиси должны доживать свои дни. Наказанная слепотой Арья попрошайничает на улицах Браавоса, подслушивая разговоры прохожих и подвергаясь побоям со стороны Бродяжки. |            |                                                |                 |                             |                |                     |
| 52 | 2          | «Дом» «Home»                                   | Джереми Подесва | Дэйв Хилл                   | 1 мая 2016     | 7,29                |
| В пещере Бладрейвена Бран в своих видениях видит Винтерфелл и юного Эддарда Старка. После появления Лианны Старк и её разговора с юным Ходором Трёхглазый Ворон внезапно прерывает видение. Арья успешно проходит жестокие испытания, и вскоре Якен забирает её назад в Черно-Белый Дом. В Чёрном Замке осаждённые сторонники Джона Сноу готовятся к последнему бою, но внезапное появление Одичалых вынуждает сторонников сира Торна сдаться. У Рамси рождается сводный брат, но он предательски убивает своего отца, а затем скармливает собакам Уолду Фрей вместе с младенцем. После уничтожения Сынами Гарпии кораблей военного флота Миэрина Тириона посещает мысль выпустить из подземелья драконов Рейгаля и Визериона. На Железных Островах Бейлона Грейджоя скидывает в пропасть младший брат — Эурон «Вороний Глаз». Мелисандра воскрешает Джона Сноу. |            |                                                |                 |                             |                |                     |
| 53 | 3          | «Клятвопреступник» «Oathbreaker»               | Дэниел Сакхайм  | Дэвид Бениофф и Д. Б. Уайсс | 8 мая 2016     | 7,28                |
| Дейенерис прибывает в Вэйс Дотрак, где её судьбу должен решить совет кхалов. Путешествуя с Трёхглазым Вороном по прошлому, Бран видит сражение у Башни Радости и узнаёт, что юный Эддард Старк одержал победу над сиром Артуром Дейном — лучшим мастером меча в Семи Королевствах — с помощью подлого удара своего соратника. Сэм признаётся Лилли, что хочет оставить её с ребёнком в своём родовом замке на попечение матери. Серсея и Джейме в сопровождении Григора Клигана приходят на Малый Совет, но его члены отказываются их принять и в знак протеста покидают зал заседаний. Мейстер Квиберн прикармливает «пташек» Вариса. Арья снова тренируется в Чёрно-Белом Доме, и вскоре Якен Хгар возвращает ей зрение. Допросив арестованную сообщницу Сынов Гарпии, Варис узнаёт, что заговорщиков финансируют рабовладельцы. В Винтерфелле Рамси получает подарок от младшего Джона Амбера — захваченных Рикона Старка и Ошу, а также голову лютоволка Лохматика. Джон Сноу безжалостно казнит заговорщиков, но затем собирается покинуть Чёрный Замок. |            |                                                |                 |                             |                |                     |
| 54 | 4          | «Книга Неведомого» «Book of the Stranger»      | Дэниел Сакхайм  | Дэвид Бениофф и Д. Б. Уайсс | 15 мая 2016    | 7,82                |
| Санса в сопровождении Бриенны и Подрика прибывает в Чёрный Замок и уговаривает Джона во главе войска Одичалых атаковать Винтерфелл. Рамси в послании угрожает не только разрушить Винтерфелл, надругаться над Сансой и убить Рикона и Джона, но и уничтожить Одичалых, которых Джон провёл через Стену на юг. В Королевской Гавани Серсея и Джейме не без труда убеждают Оленну Тирелл объединиться против Его Воробейшества, который держит в темнице Маргери и Лораса. Теон Грейджой возвращается домой, где клянётся в верности Яре, которая собирается претендовать на корону Железнорождённых. Тирион приглашает на переговоры рабовладельцев. В Винтерфелле Оша пытается завоевать доверие Рамси, но гибнет от его кинжала. Пробравшиеся в Вэйс Дотрак Джорах Мормонт и Даарио Нахарис пытаются выкрасть Дейенерис, но она отговаривает их от ненужного риска. Перерезав охрану, сир Джорах и Даарио запирают снаружи двери в Вэйс Дотрак, где проходит совет кхалов. Внезапно опрокинув горящие светильники, Дейенерис поджигает дош кхалин вместе с кхалами и выходит из пылающего храма невредимой. Потрясённые увиденным дотракийцы присягают ей на верность. |            |                                                |                 |                             |                |                     |
| 55 | 5          | «Дверь» «The Door»                             | Джек Бендер     | Дэвид Бениофф и Д. Б. Уайсс | 22 мая 2016    | 7,89                |
| Санса и Бриенна в Кротовом Городке встречаются с Мизинцем, упрекая его в вероломстве. Петир умоляет простить его, предлагая помощь в завоевании поддержки лордов Долины. Джон Сноу, Давос и Санса просчитывают, кого из лордов Севера они могут взять в союзники. Джорах признаётся Дейенерис в любви, рассказав, что болен «серой хворью»; Дейенерис приказывает ему найти лекарство любой ценой. Яра, поддержанная Теоном, предъявляет свои притязания на Солёный Трон. Внезапно появившийся Эурон Грейджой получает поддержку большинства, пообещав завоевать Вестерос. Пока коронуют Эурона, Яра и Теон захватывают лучшие корабли и уходят в море. Арья продолжает тренировки с Бродяжкой, а Якен Хгар даёт ей новое задание: убить актрису Леди Крейн. Тирион и Варис заключают перемирие с рабовладельцами. В своих видениях Бран и Трёхглазый Ворон наблюдают, как Дети Леса создали Короля Ночи, пронзив захваченного солдата кинжалом из драконьего стекла. В реальности к пещере приближаются упыри в сопровождении Белых Ходоков. Дети Леса во главе с Листочком пытаются сдержать упырей, в схватке с которыми гибнет Лето. Король Ночи входит в пещеру и убивает Трёхглазого Ворона. Бран, Мира и Ходор бегут по тоннелю к двери. Мира приказывает Ходору любой ценой сдержать дверь от натиска упырей, в это время Бран вселяется в прошлом в юного Ходора, который в припадке безумия повторяет «держи дверь» (Hold the Door), постепенно его фраза сливается в одно слово «Ходор». |            |                                                |                 |                             |                |                     |
| 56 | 6          | «Кровь моей крови» «Blood of My Blood»         | Джек Бендер     | Брайан Когман               | 29 мая 2016    | 6,71                |
| В лесу Миру и Брана спасает от упырей внезапно появившийся чёрный всадник, которым оказывается Бенджен Старк, давно пропавший без вести за Стеной. Сэм и Лилли с ребёнком прибывают в Рогов Холм. Рендилл Тарли оскорбляет сына за пристрастие к книгам, лишний вес и «трусость». Вступившись за Сэма, Лилли случайно раскрывает свою принадлежность к Одичалым. Ненавидящий их Рендилл изгоняет сына из замка, милостиво позволив Лилли «остаться при кухне». Сэм прощается с Лилли, но затем передумывает и решает взять её и маленького Сэма с собой в Цитадель, прихватив фамильный валирийский меч. В Браавосе после спектакля с участием Леди Крейн Арья подливает яд в ром актрисы, но затем не даёт его выпить и предупреждает, что соперница Бьянка хочет её смерти. Бродяжка рассказывает Якену о провале Арьи и получает от него разрешение убить ослушницу. В Королевской Гавани идут приготовления к «пути искупления» королевы Маргери, но они приостановлены появлением войска Джейме и Мейса Тирелла, окружившего Великую Септу Бейелора. Джейме требует прервать церемонию, но в этот момент из Септы выходит вооружённая гвардия короля Томмена, поддержавшего Святое Воинство и согласившегося объединить Веру и Корону. Лишив опального Джейме звания Королевского Стража, Томмен приказывает ему вести армию Ланнистеров на Риверран, отбитый у союзных Фреев Бринденом «Чёрной Рыбой» Талли. На пути в Миэрин Дейенерис, внезапно исчезнув за ближайшими холмами, взбирается на подросшего Дрогона, верхом на котором пролетает над ордой поражённых дотракийцев. |            |                                                |                 |                             |                |                     |
| 57 | 7          | «Сломленный человек» «The Broken Man»          | Марк Майлод     | Брайан Когман               | 5 июня 2016    | 7,80                |
| Сандор Пёс Клиган, чудом выживший после поединка с Бриенной Тарт, присоединяется к общине крестьян, согнанных со своих земель и строящих на Тихом острове обитель, которую возглавляет самозванный септон — бывший наёмник Рэй. Пока Пёс заготавливает дрова, на общину нападает банда дезертиров из Братства без Знамён, перебив людей и повесив септона. Вернувшийся Пёс, увидев трупы, вооружается топором и отправляется на поиски убийц. На Севере Джон Сноу, Санса Старк и сир Давос Сиворт без особого успеха пытаются собрать армию для войны с Рамси Болтоном. Никто, кроме великана Вун Вуна, Одичалых и дома Мормонтов, не оказывает им поддержки. Теон и Яра Грейджои направляются в Миэрин, где собираются предложить свою помощь Дейенерис Таргариен в обмен на поддержку в возвращении им Железных островов. Джейме Ланнистер с армией прибывает к сыновьям лорда Фрея, осадившим Риверран, и берёт командование на себя. Однако его переговоры с «Чёрной Рыбой» Талли терпят фиаско. Арья торопится покинуть Браавос и покупает себе место на корабле до Вестероса, однако Бродяжка добирается до неё и тяжело ранит. |            |                                                |                 |                             |                |                     |
| 58 | 8          | «Никто» «No One»                               | Марк Майлод     | Дэвид Бениофф и Д. Б. Уайсс | 12 июня 2016   | 7,60                |
| Арья добирается до Леди Крейн, которая перевязывает ей раны. Сандор Клиган расправляется с дезертирами-убийцами и выходит на Братство Без Знамён, после чего Торос из Мира и Берик Дондаррион предлагают ему остаться. К Серсее приходят Воробьи, требуя, чтобы она немедленно явилась к Верховному Септону. Защищая королеву, Гора отрывает голову одному из Воробьёв. Недовольный Томмен объявляет о скором суде над Серсеей и Лорасом, навечно запретив суды поединком. Бриенна встречается с Джейме и обязуется договориться с Чёрной Рыбой о сдаче Риверрана, в обмен Джейме пропустит войска последнего на север в помощь Сансе. Чёрная Рыба отказывает Бриенне. Угрожая захваченному в плен Эдмуру Талли, Джейме заставляет его отдать приказ о капитуляции защитникам замка. Чёрная Рыба отказывается сдаться Ланнистерам и гибнет в бою. Пока Тирион травит анекдоты с Миссандеей и Серым Червём, на Миэрин нападает флот рабовладельцев. В разгар осады прилетает Дейенерис на Дрогоне. В Браавосе Бродяжка убивает Леди Крейн и пускается в погоню за Арьей. Заманив Бродяжку в темные развалины, Арья закалывает её и приносит её лицо в Чёрно-Белый Дом. Якен говорит Арье, что она наконец-то стала «никем», но Арья отвечает, что она — Арья Старк из Винтерфелла, и отправляется домой. |            |                                                |                 |                             |                |                     |
| 59 | 9          | «Битва бастардов» «The Battle of the Bastards» | Мигель Сапочник | Дэвид Бениофф и Д. Б. Уайсс | 19 июня 2016   | 7,66                |
| Дейенерис и Тирион встречаются с рабовладельцами, которые заявляют, что позволят «королеве-попрошайке» и Бесу покинуть город, если те выдадут им всех Безупречных, Миссандею и убьют драконов. Драконы сжигают несколько кораблей работорговцев, деморализовав команды остальных. По приказу Дейенерис Серый Червь казнит двоих из парламентёров, а войско дотракийцев под командованием Даарио уничтожает Сынов Гарпии. Яра предлагает Дейенерис свой флот с условием, если та поможет отвоевать Железные Острова, а Теону удаётся убедить Беса, что он не убивал Брана и Рикона Старков. Перед битвой за Винтерфелл Джон, Санса, Тормунд и Давос встречаются с Рамси, который предлагает неприемлемые условия сдачи, отказавшись от поединка с Джоном и показав голову Лохматика. Обсудив план сражения, Джон просит Мелисандру не оживлять его вновь, если он погибнет. Перед битвой Рамси приводит Рикона и говорит ему бежать в сторону армии Джона, а затем убивает его из лука на глазах поскакавшего на выручку Джона. Кавалерия Болтонов двигается в сторону спешенного лучниками Сноу, и Давос вынужден пустить против неё свою немногочисленную конницу. После ожесточённой рукопашной схватки оставшиеся силы Старков укрываются от вражеских стрел за стеной из трупов, но их окружает ощетинившаяся копьями фаланга Болтонов. Вун Вуну удаётся пробить небольшую брешь в стене щитов, но дело Старков кажется проигранным, пока не появляется приведённое Петиром и Сансой войско рыцарей Долины. Рамси отступает в Винтерфелл, но израненному Вун Вуну ценой своей жизни удаётся проломить ворота замка. Прикрывшись щитом от стрел Рамси, Джон повергает его на землю и избивает до полусмерти. Ночью Санса навещает на псарне связанного Рамси выпуская на него голодных собак-людоедов, и те разрывают своего хозяина. |            |                                                |                 |                             |                |                     |
| 60 | 10         | «Ветра зимы» «The Winds of Winter»             | Мигель Сапочник | Дэвид Бениофф и Д. Б. Уайсс | 26 июня 2016   | 8,89                |
| В день суда над Серсеей и Лорасом Его Воробейшество, Святое Воинство и элита города собираются в Великой Септе Бейелора. Серсея не появляется, и Его Воробейшество отправляет за ней Ланселя. Возле септы Лансель замечает «пташку» и следует за мальчиком-шпионом, но последний заманивает и ранит Ланселя в подземелье под септой, где тот обнаруживает запасы «дикого огня», тщетно пытась предотвратить взрыв. Обеспокоенная Маргери призывает брата поскорее покинуть септу, но Святое Воинство блокирует двери. Вспышка «дикого огня» полностью уничтожает Великую Септу вместе с людьми, включая Его Воробейшество, Маргери, Лораса и Мейса Тиреллов и Кивана Ланнистера. Серсея издевается над связанной Септой Унеллой, а затем отдаёт её на растерзание Горе. Томмен наблюдает за взрывом, после чего выбрасывается в окно. Серсея занимает Железный Трон, а Квиберн становится её Десницей. В Винтерфелле Давос обвиняет Мелисандру в сожжении Ширен и требует её казни, но Джон навсегда изгоняет её с Севера. На совете лордов Севера, рыцарей Долины и Одичалых Джона объявляют Королём Севера. В Риверране служанка раскрывает Уолдеру Фрею, что двое его сыновей перемолоты в начинку поданного ему пирога. Служанка оказывается Арьей, которая перерезает Фрею горло. Сэм прибывает в Старомест в сопровождении Лилли, но недоверчивый дежурный позволяет ему пока посещать лишь библиотеку. Цитадель выпускает белых воронов, сообщая всем о начале Зимы. Оленна Тирелл прибывает в Дорн, где встречается с Элларией, предложившей «отмщение и правосудие». Мира помогает добраться до чардрева Брану, в видении которого молодой Эддард Старк находит свою сестру, истекающую кровью после родов. Умирая, Лианна умоляет брата позаботиться о её сыне от Рейегара Таргариена — Джоне Сноу, сохранив в тайне его происхождение. Дейенерис велит Даарио править от её имени Миэрином и остальной частью Залива Драконов (новое название Залива Работорговцев) и назначает своим Десницей Тириона. Объединившись с флотилиями Дорна и Дома Тиреллов, а также флотом Грейджоев, морская армада Дейенерис отправляется в Вестерос. |            |                                                |                 |                             |                |                     |

## В ролях

### Основной состав
| - Питер Динклэйдж — Тирион Ланнистер (8 эпизодов) - Николай Костер-Вальдау — Джейме Ланнистер (8 эпизодов) - Лена Хиди — Серсея Ланнистер (8 эпизодов) - Эмилия Кларк — Дейенерис Таргариен (8 эпизодов) - Кит Харингтон — Джон Сноу (8 эпизодов) - Эйдан Гиллен — Петир «Мизинец» Бейлиш (4 эпизода) - Лиам Каннингем — Давос Сиворт (8 эпизодов) - Кэрис ван Хаутен — Мелисандра (7 эпизодов) - Натали Дормер — Маргери Тирелл (5 эпизодов) - Индира Варма — Эллария Сэнд (2 эпизода) - Софи Тёрнер — Санса Старк (7 эпизодов) - Натали Эммануэль — Миссандея (7 эпизодов) - Рори Макканн — Сандор «Пёс» Клиган (2 эпизода) - Мэйси Уильямс — Арья Старк (8 эпизодов) - Конлет Хилл — Варис (7 эпизодов) | - Альфи Аллен — Теон Грейджой (7 эпизодов) - Джон Брэдли — Сэмвелл Тарли (3 эпизода) - Том Влашиха — Якен Хгар (5 эпизодов) - Гвендолин Кристи — Бриенна Тарт (5 эпизодов) - Ханна Мюррей — Лилли (3 эпизода) - Джонатан Прайс — Его Воробейшество (7 эпизодов) - Кристофер Хивью — Тормунд Великанья Смерть (7 эпизодов) - Михиль Хаусман — Даарио Нахарис (6 эпизодов) - Майкл Макэлхаттон — Русе Болтон (2 эпизода) - Иван Реон — Рамси Болтон (5 эпизодов) - Дин-Чарльз Чэпмен — Томмен Баратеон (6 эпизодов) - Айзек Хэмпстед-Райт — Бран Старк (5 эпизодов) - Джером Флинн — Бронн (3 эпизода) - Иэн Глен — Джорах Мормонт (3 эпизода) |

### Приглашённые актёры
| На Севере и На Стене - Дэниел Портман — Подрик Пейн (5 эпизодов) - Наталия Тена — Оша (2 эпизода) - Арт Паркинсон — Рикон Старк (2 эпизода) - Оуэн Тил — Аллисер Торн (3 эпизода) - Бен Кромптон — Эддисон Толлетт (3 эпизода) - Бренок О’Коннор — Олли (3 эпизода) - Шарлотта Хоуп — Миранда (1 эпизод) - Элизабет Уэбстер — Уолда Болтон (1 эпизод) - Пол Рэттрей — Гаральд Карстарк (3 эпизода) - Дин С. Джаггер — Младший Джон Амбер (2 эпизода) - Тим МакИннерни — Робетт Гловер (2 эпизода) - Белла Рамзи — Лианна Мормонт (3 эпизода) - Ричард Райкрофт — мейстер Волкан (2 эпизода) - Майкл Кондрон — Боуэн Марш (3 эпизода) - Брайан Форчун — Отелл Ярвик (3 эпизода) - Иэн Уайт — Вун Вун (3 эпизода) - Мюррей Макартур — Дим Далба (1 эпизод) - Эндрю МакКлэй — Абердольф Длиннобородый (2 эпизода) За Стеной - Макс фон Сюдов — Трёхглазый Ворон (3 эпизода) - Элли Кендрик — Мира Рид (4 эпизода) - Кристиан Нэрн — Ходор (2 эпизода) - Джозеф Моул — Бенджен Старк (2 эпизода) - Кэй Александр — Листочек (3 эпизода) - Владимир Фурдик — Король Ночи (1 эпизод) В Речных Землях - Дэвид Брэдли — Уолдер Фрей (2 эпизода) - Клайв Расселл — Бринден Талли (2 эпизода) - Тобайас Мензис — Эдмур Талли (3 эпизода) - Ричард Дормер — Берик Дондаррион (1 эпизод) - Пол Кэй — Торос из Мира (1 эпизод) - Тим Плестер — «Чёрный» Уолдер Риверс (4 эпизода) - Дэниэл Туит — Лотар Фрей (3 эпизода) - Йоуханнес Хьёкьюр Йоуханнессон — Лем (2 эпизода) - Рикки Чэмп — Гатинс (2 эпизода) - Иэн Дэвис — Морган (2 эпизода) - Иэн Макшейн — Рэй (1 эпизод) На Железных Островах - Джемма Уилан — Яра Грейджой (6 эпизодов) - Патрик Малахайд — Бейлон Грейджой (1 эпизод) - Пилу Асбек — Эурон Грейджой (2 эпизода) - Майкл Фист — Эйрон Грейджой (2 эпизода) В Дорне - Александр Сиддиг — Доран Мартелл (1 эпизод) - Тоби Себастьян — Тристан Мартелл (1 эпизод) - Джессика Хенвик — Нимерия Сэнд (2 эпизода) - Кейша Касл-Хьюз — Обара Сэнд (2 эпизода) - Розабелла Лауренти Селлерс — Тиена Сэнд (2 эпизода) - ДеОбия Опарей — Арео Хотах (1 эпизод) | В Королевской Гавани - Дайана Ригг — Оленна Тирелл (5 эпизодов) - Джулиан Гловер — Великий мейстер Пицель (4 эпизода) - Финн Джонс — Лорас Тирелл (2 эпизода) - Антон Лессер — Квиберн (3 эпизода) - Роджер Эштон-Гриффитс — Мейс Тирелл (4 эпизода) - Юджин Саймон — Лансель Ланнистер (3 эпизода) - Иэн Гелдер — Киван Ланнистер (5 эпизодов) - Ханна Уэддингем — Септа Унелла (5 эпизодов) - Нелл Тайгер Фри — Мирцелла Баратеон (1 эпизод) - Хафтор Юлиус Бьёрнссон — Григор Клиган (6 эпизодов) - Сара Дилан — Бернадетт (2 эпизода) - Джозефина Гиллан — Марея (1 эпизод) - Натаниель Салех — Артур (1 эпизод) - Аннет Ханна — Франсез (1 эпизод) В Долине - Лино Фасиоль — Робин Аррен (1 эпизод) - Руперт Ванситтарт — Йон Ройс (2 эпизода) В Браавосе - Фэй Марсей — Бродяжка (7 эпизодов) - Ричард Э. Грант — Изембаро (3 эпизода) - Эсси Дэвис — леди Крейн (3 эпизода) - Ли Гилл — Бобоно (3 эпизода) - Элин Пауэлл — Бьянка (2 эпизода) - Роб Кэллендер — Кларенцо (3 эпизода) - Кевин Элдон — Камелло (2 эпизода) В Миэрине - Джейкоб Андерсон — Серый Червь (7 эпизодов) - Джордж Джорджиу — Раздал мо Эраз (2 эпизода) - Эдди Джексон — Белико Пейнемион (2 эпизода) - Энцо Чиленти — Еззан зо Каггаз (2 эпизода) - Аня Букштейн — Кинвара (1 эпизод) - Джералд Лепковски — Занруш (2 эпизода) - Мина Райанн — Вала (1 эпизод) В Вэйс Дотраке - Джо Науфаху — кхал Моро (3 эпизода) - Андрей Клод — кхал Ралко (1 эпизод) - Тамер Хассан — кхал Форзо (1 эпизод) - Стаз Наир — Квоно (3 эпизода) - Чуку Моду — Ахко (2 эпизода) - Деон Ли-Уильямс — Игго (1 эпизод) - Суад Фаресс — жрица в Дош Кхалине (2 эпизода) - Ханна Джон-Кеймен — Орнела (2 эпизода) В Просторе - Джеймс Фолкнер — Рендилл Тарли (1 эпизод) - Саманта Спиро — Мелесса Тарли (1 эпизод) - Фредди Строма — Дикон Тарли (1 эпизод) - Ребекка Бенсон — Талла Тарли (1 эпизод) Во флэшбеках - Роберт Арамайо (3 эпизода) и Себастьян Крофт (2 эпизода) — Эддард Старк - Маттео Элези — Бенджен Старк (2 эпизода) - Эшлинг Франчози (1 эпизод) и Корделия Хилл (1 эпизод) — Лианна Старк - Уэйн Фоскетт — Рикард Старк (1 эпизод) - Фергус Литем — Родрик Кассель (2 эпизода) - Аннетт Тирни — Старая Нэн (2 эпизода) - Сэм Коулман — Уилис / молодой Ходор (2 эпизода) - Лео Вудрафф — Хоуленд Рид (1 эпизод) - Люк Робертс — Артур Дейн (1 эпизод) - Эдди Айр — Герольд Хайтауэр (1 эпизод) - Дэвид Ринтул — Эйерис II Таргариен (1 эпизод) |

Члены исландской инди-группы «Of Monsters and Men» появились в качестве музыкантов театральной группы Браавоса.

## Производство
8 апреля 2014 года телеканал HBO продлил сериал на шестой сезон.
Продолжительность эпизодов — от 50 до 69 минут. Бюджет сезона составил примерно 100 миллионов долларов.

### Команда
Среди сценаристов сезона — исполнительные продюсеры и шоураннеры Дэвид Бениофф и Д. Б. Уайсс (7 эпизодов), продюсер Брайан Когман (2 эпизода) и Дэйв Хилл (1 эпизод). Как и в предыдущем сезоне, Джордж Р. Р. Мартин не писал сценарий для одного из эпизодов, будучи занят работой над «Ветрами зимы». Команда режиссёров сезона состоит из Джереми Подесва (эпизоды 1 и 2), Дэниела Сакхайма (эпизоды 3 и 4), Джека Бендера (эпизоды 5 и 6), Марка Майлода (эпизоды 7 и 8) и Мигеля Сапочника (эпизоды 9 и 10). Подесва, Майлод и Сапочник уже работали над «Игрой престолов» в пятом сезоне, для остальных режиссёров этот сезон стал дебютным.

### Сценарий
Сюжетные линии основных персонажей четвёртой и пятой книг цикла экранизированы в четвёртом и пятом сезонах: события в Миэрине (в основном Тирион Ланнистер и Дейенерис Таргариен), на Стене (Джон Сноу), в Винтерфелле (Русе и Рамси Болтоны, а также Теон Грейджой), в Долине Аррен (Петир Бейлиш, а также Санса Старк, чью сюжетную линию объединили с линией Джейни Пуль), на Севере (Станнис Баратеон, Мелисандра и отчасти Давос Сиворт) и в Дорне. Из четвёртой книги не были экранизированы события на Железных Островах (Эурон Грейджой и Аша [Яра] Грейджой), в Староместе (Сэмвелл Тарли) и в Речных Землях (Джейме Ланнистер и Бриенна Тарт), из пятой — события в Браавосе (Арья Старк), за Стеной (последняя глава сюжетной линии Брана Старка), в Речных Землях (Джейме Ланнистер и Бриенна Тарт) и в Королевской Гавани (Киван Ланнистер).
С окончанием пятого сезона сериал практически исчерпал материал последней на данный момент книги «Танец с драконами». Джереми Подесва в августе 2015 года заявил: «То, что мы сейчас снимаем для шестого сезона, никак не связано с книгами. Сюжет полностью основан на беседах сценаристов с Джорджем Мартином, потому что сериал теперь опережает книги». В феврале 2016 года Николай Костер-Вальдау (Джейме Ланнистер) сообщил, что шестой сезон начнется со сцены, в которой будет раскрыт факт смерти Джона Сноу. Создатели сериала заявили, что 6 сезон будет менее жестоким в связи с критикой в адрес 6 эпизода 5 сезона, а девятый эпизод будет полностью посвящён битве.

### Съёмки

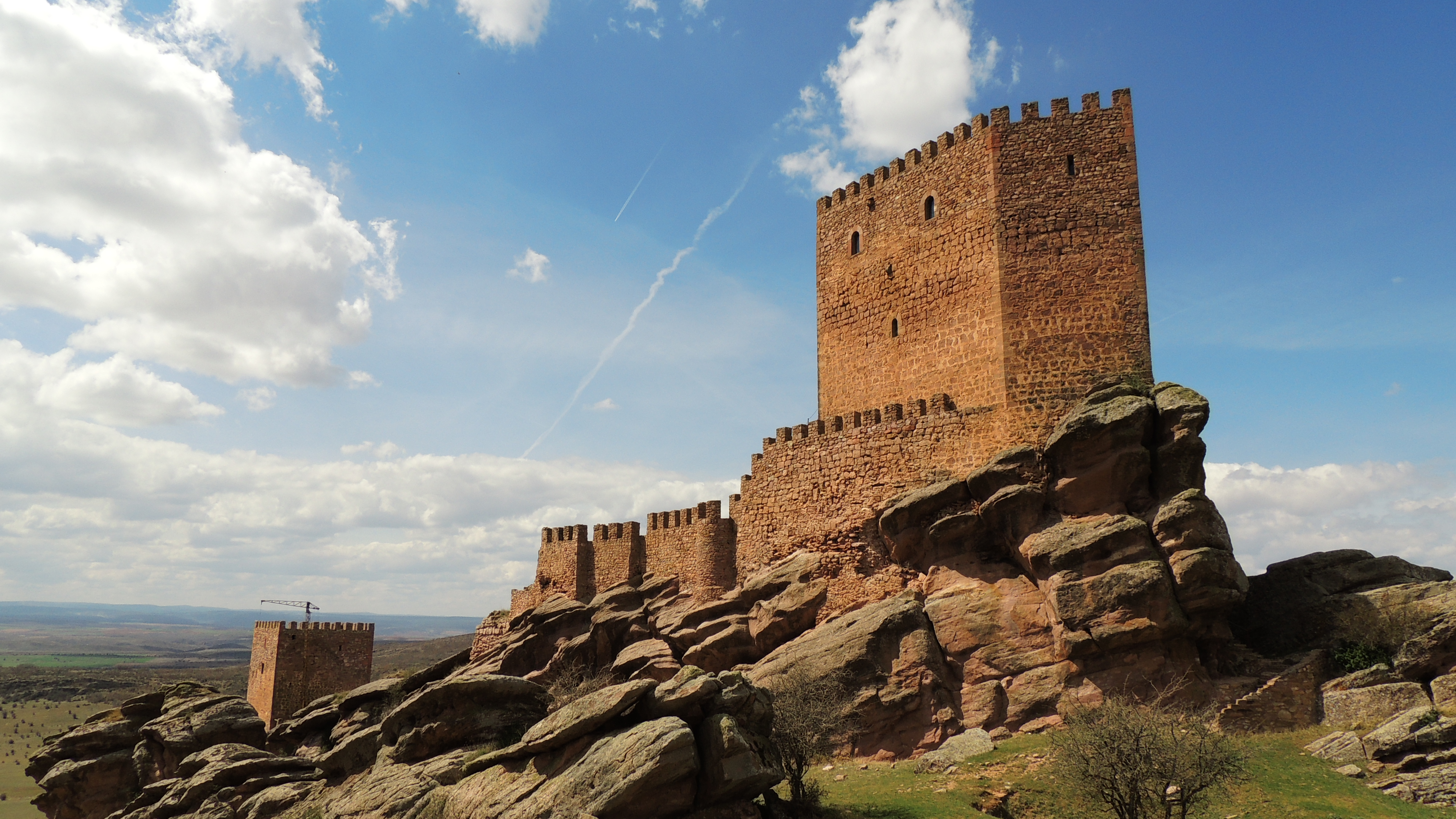
Замок Сафры в Гвадалахаре, одно из мест съёмок.

Съёмки сезона стартовали 27 июля 2015 года в Северной Ирландии и завершились 17 декабря 2015 года.
Как и в предыдущем сезоне, большое количество материала было отснято в Северной Ирландии, в основном в Белфасте и на побережье Козвэй-Кост; сцены на дотракийских пастбищах снимались у горы Беневено и на полуострове Магиллиган, а сцены на Железных островах — на карьере Ларрибейн и в гавани Баллинтой. Деревушка Корбет послужила местом съёмок осады Риверрана. Как в предыдущем сезоне, некоторые сцены в Чёрном Замке снимались на заброшенном карьере Магераморне.
С 3 сентября по 23 октября 2015 года съёмки проходили в Испании — Жироне, Наварре, Пеньисколе и Альмерии. Среди мест съёмок: Замок Сафра в Гвадалахаре, местность Барденас-Реалес в Наварре, Алькасаба в Альмерии и замок Санта-Флорентина в Канет-де-Мар.
В августе 2015 года на HBO объявили, что впервые с первого сезона не будет съёмок в Хорватии. С начала второго сезона роль Королевской Гавани играл хорватский город Дубровник; также использовались близлежащие города Клис, Сплит и Шибеник. Вопреки заявлению HBO, в октябре 2015 года актёров сериала видели в Дубровнике в костюмах.
Сцены с участием Призрака, лютоволка Джона Сноу, снимались в Канаде (к северу от Калгари, в Альберте). Над некоторыми спецэффектами работала монреальская студия Rodeo FX, ранее удостоенная за работу в сериале премии «Эмми».

### Кастинг
В шестом сезоне вернулись Рори Макканн (Сандор «Пёс» Клиган), Айзек Хэмпстед-Райт (Бран Старк), Кристиан Нэрн (Ходор), Элли Кендрик (Мира Рид) и Джемма Уилан (Яра Грейджой), не появлявшиеся в пятом сезоне. Также вернулись Клайв Расселл (Бринден Талли по прозвищу «Чёрная рыба»), Тобайас Мензис (Эдмур Талли), Наталия Тена (Оша), Арт Паркинсон (Рикон Старк), Патрик Малахайд (Бейлон Грейджой), Пол Кэй (Торос из Мира), Ричард Дормер (Берик Дондаррион), Дэвид Брэдли (Уолдер Фрей) и Тим Плестер («Чёрный» Уолдер Фрей), не появлявшиеся с третьего сезона. Вернувшийся Джозеф Моул (Бенджен Старк) ранее появлялся только в первом сезоне. Джонатан Прайс (Его Воробейшество) был переведён в основной актёрский состав.
27 мая 2015 года канал HBO объявил о начале кастинга актёров для шестого сезона.
2 августа 2015 года подтверждено участие в сезоне Иэна Макшейна в эпизодической, но важной роли. В ноябре 2015 года Иэн Макшейн охарактеризовал свою роль так: «Я помогу вернуться кое-кому очень важному, кого вы никак не ждали увидеть в сериале снова» (Сандор Клиган).
Макс фон Сюдов заменил Струана Роджера в роли Трёхглазого Ворона, а Кэй Александр — Октавию Александру в роли Листочка (одной из Детей Леса); оба актёра появлялись только в финальном эпизоде четвёртого сезона. Владимир Фардик заменил Ричарда Брейка в роли Короля Ночи, а Дэниэл Туит — Тома Брука в роли «Хромого» Лотара Фрея, не появлявшегося с девятой серии третьего сезона.

#### Судьба ключевых персонажей
После финала пятого сезона судьба некоторых ключевых персонажей (Санса Старк, Теон Грейджой, Станнис Баратеон, Мирцелла Баратеон и Джон Сноу) оставалась неизвестной. Позже на фестивале San Diego Comic-Con Софи Тёрнер (Санса Старк) и Альфи Аллен (Теон Грейджой) заявили, что их персонажи пережили падение со стены Винтерфелла. Дэвид Наттер (режиссёр 9 и 10 эпизодов 5 сезона) и Стивен Диллэйн подтвердили смерть Станниса Баратеона в предыдущем сезоне. Дэвид Бениофф и Д. Б. Уайсс подтвердили смерть Мирцеллы Баратеон от яда Элларии Сэнд.

## Музыка
Альбом-саундтрек был выпущен в цифровом формате 24 июня 2016 года, а затем издан на CD 29 июля 2016 года. Композиция «Light of the Seven» впервые использует фортепиано в музыке к «Игре престолов». Автором альбома является Рамин Джавади. Саундтрек получил благоприятные отзывы и занял первое место в чарте US Billboard Soundtrack Albums и 27 место в US Billboard 200. Композиция из финала сезона «Light of the Seven» достигла первого места в чарте Billboard’s Spotify Viral 50. Альбом получил награду «Международной ассоциации кинокритиков» за лучшую оригинальную партитуру для телевизионного сериала. Саундтрек получил положительные отзывы критиков.

## Показ
Из-за премьеры нового сериала канала HBO Винил, 10 серий которого были показаны начиная с 14 февраля по 7 апреля 2016 года, показ серий шестого сезона «Игры престолов» стартовал 8 апреля 2016 года. Показ 1-5 сезонов «Игры престолов» стартовал либо в конце марта либо в начале апреля, однако премьера шестого сезона была перенесена в связи с показом сериалов Винил, Девчонки и Единство.
3 декабря 2015 года вышел первый тизер сериала. 14 февраля 2016 года вышел второй тизер сериала (храм Многоликого с лицами Эддарда, Робба, Кейтилин, Сансы и Арьи Старков, Джоффри и Станниса Баратеонов, Джона Сноу, Игритт, Тириона, Джейме и Серсеи Ланнистеров, а также Дейенерис Таргариен).
8 марта 2016 года вышел полноценный трейлер шестого сезона. 21 марта 2016 года создатели сериала Дэвид Бениофф и Д. Б. Вайс сообщили, что уже посмотрели все серии шестого сезона. 27 марта 2016 года вышел второй трейлер шестого сезона. 11 апреля 2016 года в Лос-Анджелесе состоялся премьерный показ первой серии шестого сезона и выход второго полноценного трейлера шестого сезона.

## Реакция

### Реакция критиков
Сезон получил очень положительные отзывы, особенно похвала была направлена в сторону эпизодов «Дверь», «Битва бастардов» и «Ветра зимы». На Rotten Tomatoes, шестой сезон получил рейтинг 94 процента на основе 30 отзывов от критиков, со средним рейтингом 8.4 из 10.
В российской прессе сезон тоже получил исключительно положительные отзывы. Антон Долин в журнале «Афиша» высказал мнение, что в 6 сезоне «Игра престолов» наконец обрела эпическую цельность. Журнал «Мир фантастики» назвал 6 сезон лучшим со времён первого сезона. Рецензент сайта «Канобу» признался, что 6 сезон вернул ему любовь к сериалу.

### Награды
| Год  | Премия                                  | Категория                                                  | Номинант(ы) | Результат | Примечания |
| ---- | --------------------------------------- | ---------------------------------------------------------- | --- | --------- | ---------- |
| 2016 | 32-я церемония премии TCA               | Выдающиеся достижения в драме                              | «Игра престолов» | Номинация | [ 79 ]     |
| 2016 | 32-я церемония премии TCA               | Программа года                                             | «Игра престолов» | Номинация | [ 79 ]     |
| 2016 | 68-я церемония премии «Эмми»            | Лучший драматический сериал                                | «Игра престолов» | Победа    |            |
| 2016 | 68-я церемония премии «Эмми»            | Лучшая мужская роль второго плана в драматическом сериале  | Питер Динклэйдж за роль Тириона Ланнистера | Номинация |            |
| 2016 | 68-я церемония премии «Эмми»            | Лучшая мужская роль второго плана в драматическом сериале  | Кит Харингтон за роль Джона Сноу | Номинация |            |
| 2016 | 68-я церемония премии «Эмми»            | Лучшая женская роль второго плана в драматическом сериале  | Эмилия Кларк за роль Дейенерис Таргариен | Номинация |            |
| 2016 | 68-я церемония премии «Эмми»            | Лучшая женская роль второго плана в драматическом сериале  | Лина Хиди за роль Серсеи Ланнистер | Номинация |            |
| 2016 | 68-я церемония премии «Эмми»            | Лучшая женская роль второго плана в драматическом сериале  | Мэйси Уильямс за роль Арьи Старк | Номинация |            |
| 2016 | 68-я церемония премии «Эмми»            | Лучшая режиссура драматического сериала                    | Джек Бендер за «Дверь» | Номинация |            |
| 2016 | 68-я церемония премии «Эмми»            | Лучшая режиссура драматического сериала                    | Мигель Сапочник за «Битва бастардов» | Победа    |            |
| 2016 | 68-я церемония премии «Эмми»            | Лучший сценарий драматического сериала                     | Дэвид Бениофф и Д. Б. Уайсс за «Битва бастардов» | Победа    |            |
| 2016 | 68-я церемония творческой премии «Эмми» | Лучший кастинг в драматическом сериале                     | Нина Голд, Роберт Стерн и Карла Стронг | Победа    |            |
| 2016 | 68-я церемония творческой премии «Эмми» | Лучший приглашённый актёр в драматическом сериале          | Макс фон Сюдов за роль Трёхглазого Ворона | Номинация |            |
| 2016 | 68-я церемония творческой премии «Эмми» | Лучшая операторская работа в однокамерном сериале          | Грегори Миддлтон за «Дом» | Номинация |            |
| 2016 | 68-я церемония творческой премии «Эмми» | Лучшие костюмы в фэнтезийном сериале                       | Мишель Клэптон, Хлоя Обри и Шина Уикэри за «Ветра зимы» | Победа    |            |
| 2016 | 68-я церемония творческой премии «Эмми» | Лучшие причёски в однокамерном сериале                     | Кевин Александр, Кэндис Бэнкс, Никола Маунт, Лора Поллок, Гэри Машин и Розалия Кулора за «Дверь»                                                           | Номинация |            |
| 2016 | 68-я церемония творческой премии «Эмми» | Лучший грим в однокамерном сериале (несложный)             | Джейн Уокер, Кейт Томпсон, Никола Мэтьюс, Кэй Билк, Марианна Киракоу и Памела Смит за «Битва бастардов»                                                    | Победа    |            |
| 2016 | 68-я церемония творческой премии «Эмми» | Лучшая работа художника-постановщика в фэнтезийном сериале | Дебора Райли, Пол Гирардани, Роб Кэмерон за «Кровь моей крови», «Сломленный человек» и «Никто»                                                             | Победа    |            |
| 2016 | 68-я церемония творческой премии «Эмми» | Лучший сложный грим в сериале                              | Джейн Уокер, Сара Гоуэр, Эмма Шеффилд, Тристан Верслуис и Барри Гоуэр за «Дверь»                                                                           | Победа    |            |
| 2016 | 68-я церемония творческой премии «Эмми» | Лучший монтаж однокамерной картины в драматическом сериале | Тим Портер за «Битва бастардов» | Победа    |            |
| 2016 | 68-я церемония творческой премии «Эмми» | Лучший монтаж однокамерной картины в драматическом сериале | Кэти Уэйланд за «Клятвопреступник» | Номинация |            |
| 2016 | 68-я церемония творческой премии «Эмми» | Лучший звук в сериале                                      | Тим Киммел, Тим Хэндс, Пол Беркович, Пола Фэрфилд, Брэдли С. Катона, Майкл Уобро, Дэвид Клоц, Бретт Восс, Джеффри Уилхойт и Дилан Туоми-Уилхойт за «Дверь» | Номинация |            |
| 2016 | 68-я церемония творческой премии «Эмми» | Лучший звуковой монтаж в сериале                           | Ронан Хилл, Ричард Дайер, Оннали Блэнк и Мэтью Уотерс за «Битва бастардов»                                                                                 | Победа    |            |
| 2016 | 68-я церемония творческой премии «Эмми» | Лучшие специальные визуальные эффекты                      | Стив Куллбэк, Джо Бауэр, Адам Чейзен, Дерек Спирс, Эрик Карни, Сэм Конуэй, Мэттью Руло, Мишель Блок и Гленн Меленхорст за «Битва бастардов»                | Победа    |            |
| 2016 | 68-я церемония творческой премии «Эмми» | Лучшая работа каскадёра в сериале                          | Роули Ирлам | Победа    |            |